# Hamái és homszi offenzíva
A hamái és homszi offenzíva az Iraki és Levantei Iszlám Állam egyik támadása volt a szíriai polgárháború alatt, hogy elvágja az összeköttetést a kormány északi és az ország középső részén állomásozó csapatai között.

## Az offenzíva
Az ISIL 2015. március 28-án két lépésben indított támadásokat Hamá és Hormsz kormányzóságok keleti, ritkán lakott területei ellen, melynek fő célja az Aleppót Khanasirt, Salamiyaht és Hamát összekötő kormányzati utánpótlási útvonalak megrongálása volt. Mások szerint a támadás másik fő oka a Kobanî ostromakor megtört katonai morál helyreállítása volt. A háromnapos harc alatt, miközben az ISIL számos katonai ellenőrző pontot megszerzett, 20 katonát öltek meg Homszban és 74-et Hamában, mialatt többen elvesztek.
Március 23-án kora reggel a dzsihádisták megtámadták Homsz kormányzóságban Tadmur katonai repülőterét, és lelőtték a Szíriai Arab Légierő egyik Sukhoi Su-24 típusú támadó repülőgépét.
Március 31-én az Iszlám Állam harcosai Hamá kormányzóság Mabuja falujában 46-48 polgári áldozatot megöltek. A hadsereg később visszaverte a támadásukat. A később kitört összecsapásnak a hírek szerint 31 katona és állítólag 40 militáns esett áldozatul. A Nemzetvédelmi erők 6 tagját kivégezték. Az áldozatokat agyonlőtték, elégették vagy leszúrták. A faluból az ISIL további 50 embert elrabolt.
Április 5-én az ISIL Hamá Salamiyah körzetében újabb négy falut támadott meg, de a jelentések szerint nem tett szert számottevő területekre. Az ISIL tüzelésében 2 polgár halt meg. Két napnyi folyamatos harcot követően április 7-én visszaverték az ISL támadását. Április 9-én az ISIL megtámadott még a Homsz kormányzóság keleti részén, Froqlosban Tababirban és Hannorahban két ellenőrző pontot, ahol összesen 17 katonát öltek meg, közülük hármat lefejeztek.